# UFC Fight Night: dos Santos vs. Ivanov
UFC Fight Night: dos Santos vs. Ivanov（ユーエフシー・ファイトナイト：ドス・サントス・バーサス・イワノフ、別名UFC Fight Night 133）は、アメリカ合衆国の総合格闘技団体「UFC」の大会の一つ。2018年7月14日、アイダホ州ボイシのセンチュリーリンク・アリーナで開催された。

## 大会概要
本大会ではジュニオール・ドス・サントスとブラゴイ・イワノフによるヘビー級戦が組まれた。

## 試合結果

### アーリープレリム
第1試合 女子ストロー級 5分3R
○  ジェシカ・アギラー vs.  ジョディ・エスキベル ×
3R終了 判定3-0（30-27、29-28、29-28）
第2試合 フライ級 5分3R
○  マーク・デ・ラ・ロサ vs.  エリアス・ガルシア ×
2R 2:00 リアネイキッドチョーク
第3試合 女子フライ級 5分3R
○  リズ・カムーシュ vs.  ジェニファー・マイア ×
3R終了 判定3-0（30-27、30-27、29-28）

### プレリミナリーカード
第4試合 フェザー級 5分3R
○  ラオーニ・バルセロス vs.  カート・ホロボウ ×
3R 1:29 KO（右アッパー）
第5試合 フライ級 5分3R
○  サイード・ヌルマゴメドフ vs.  ジャスティン・スコギンズ ×
3R終了 判定2-1（29-28、28-29、29-28）
第6試合 フェザー級 5分3R
○  アレクサンダー・ヴォルカノフスキー vs.  ダレン・エルキンス ×
3R終了 判定3-0（30-27、29-28、29-28）
第7試合 バンタム級 5分3R
○  アレハンドロ・ペレス vs.  エディ・ワインランド ×
3R終了 判定3-0（29-28、29-28、29-28）

### メインカード
第8試合 女子バンタム級 5分3R
○  キャット・ジンガノ vs.  マリオン・レノー ×
3R終了 判定3-0（30-27、30-27、30-26）
第9試合 フェザー級 5分3R
○  チャド・メンデス vs.  マイルズ・ジュリー ×
1R 2:52 TKO（左フック→パウンド）
第10試合 ウェルター級 5分3R
○  ニコ・プライス vs.  ランディ・ブラウン ×
2R 1:09 KO（ボトムポジションからの鉄槌）
第11試合 フェザー級 5分3R
○  リック・グレン vs.  デニス・バミューデス ×
3R終了 判定2-1（30-27、28-29、29-28）
第12試合 ウェルター級 5分3R
○  セージ・ノースカット vs.  ザック・オットー ×
2R 3:13 KO（パウンド）
第13試合 ヘビー級 5分5R
○  ジュニオール・ドス・サントス vs.  ブラゴイ・イワノフ ×
5R終了 判定3-0（50-45、50-45、50-45）

### 各賞
ファイト・オブ・ザ・ナイト： ラオーニ・バルセロス vs. カート・ホロボウ
パフォーマンス・オブ・ザ・ナイト： ニコ・プライス、チャド・メンデス
各選手にはボーナスとして5万ドルが授与された。

### カード変更
負傷などによるカードの変更は以下の通り。